# Electric Picnic
Electric Picnic is een jaarlijks kunst- en muziekfestival dat sinds 2004 wordt gehouden in Stradbally Hall in Stradbally, County Laois, Ierland. Het wordt georganiseerd door Pod Concerts en Festival Republic. Het werd tijdens de European Festival Awards 2010 uitgeroepen tot het beste middelgrote Europese festival en is sinds de start in 2007 verkozen tot beste grote festival bij elk van de laatste vier Irish Festival Awards.
Het festival is door een van haar zakenpartners, Laois, beschreven als "Ierlands versie van Glastonbury" en "een grote inspiratie voor het Latitude Festival ". Amerikaans tijdschrift Billboard noemt het "een magnifiek rock n roll circus, een schoolvoorbeeld van alles wat een festival zou moeten zijn" en Rolling Stone beschrijven het als "een van de beste festivals waar we ooit zijn geweest".  

## Edities
| Jaar | Datum                     | Belangrijkste acts |
| ---- | ------------------------- | --- |
| 2025 | 29-31 augustus            | Chappell Roan, Hozier, Fatboy Slim, Sam Fender |
| 2024 | 16-18 augustus            | Noah Kahan, Calvin Harris, Kodaline, Kylie Minogue, Raye, Faithless, Kasabian, Teddy Swims |
| 2023 | 1-3 september             | Billie Eilish, Fred Again, The Killers, Lewis Capaldi, Niall Horan, Tom Odell, Johnny Marr, Idles, Steve Lacy, Jamie xx |
| 2022 | 2-4 september             | Arctic Monkeys, London Grammar, Snow Patrol, Tame Impala, Glass Animals, Megan Thee Stallion, The Kooks |
| 2019 | 30 augustus - 1 september | Amelie Lens, Billie Eilish, James Blake, Inhaler, Kodaline, The Strokes, Florence and the Machine, Michael Kiwanuka |
| 2018 | 31 augustus - 2 september | Kendrick Lamar, Ben Howard, Dua Lipa, Massive Attack, Cigarettes After Sex, Fontaines D.C., George Ezra, Jessie Ware, The Kooks                                                                                                   |
| 2017 | 1- 3 september            | A Tribe Called Quest, London Grammar, The xx, Birdy, Interpol, Fontaines D.C., Bear's Den, Duran Duran, Elbow, Rag'n'Bone Man |
| 2016 | 2- 4 september            | The 1975, The Chemical Brothers, Gavin James, Catfish and the Bottlemen, Bell X1, Noel Gallagher's High Flying Birds, LCD Soundsystem, Toots & the Maytals, Local Natives, James Bay, Nathaniel Rateliff, New Order, Lana Del Rey |
| 2016 | 4 - 6 september           | Florence and the Machine, Sam Smith, Tame Impala, The War on Drugs, Grace Jones, Circa Waves, Låpsley |